# Коричани
Коричани (чеш. Koryčany) — город в Чехии в районе Кромержиж Злинского края.
Расположен в историческом регионе Моравия у подножия гор Хржибы в 11 км к северу от г. Кийова и в 25 км к западу от Угерске-Градиште. Через город протекает р. Киёвка.
В составе города 4 районные общины (Коричани, Блисице, Йестржабице, Лисковец).

## Население
| Год  | Численность | Численность |
| ---- | ----------- | ----------- |
| 1869 | 3292        | [ 1 ]       |
| 1880 | 3950        | [ 1 ]       |
| 1890 | 4399        | [ 1 ]       |
| 1900 | 4234        | [ 1 ]       |
| 1910 | 4823        | [ 1 ]       |
| 1921 | 4626        | [ 1 ]       |
| 1930 | 4482        | [ 1 ]       |
| 1950 | 3739        | [ 1 ]       |
| 1961 | 3954        | [ 1 ]       |
| 1970 | 3597        | [ 1 ]       |
| 1980 | 3243        | [ 1 ]       |
| 1991 | 2950        | [ 1 ]       |
| 2001 | 2840        | [ 1 ]       |
| 2014 | 2860        | [ 2 ]       |
| 2016 | 2820        | [ 3 ]       |
| 2017 | 2811        | [ 4 ]       |
| 2018 | 2765        | [ 5 ]       |
| 2019 | 2756        | [ 6 ]       |
| 2020 | 2751        | [ 7 ]       |
| 2021 | 2706        | [ 8 ]       |
| 2022 | 2661        | [ 9 ]       |
| 2023 | 2733        | [ 10 ]      |
| 2024 | 2730        | [ 11 ]      |
| 2025 | 2732        | [ 12 ]      |

Население города на 1 января 2019 года составляло 2 756 жителей.

## История
В окрестностях города обнаружены предметы, относящиеся к каменному веку, а также поселение кельтов. Впервые упоминается в 1321 году, хотя документы о замке датируются 1131 годом, поэтому можно предположить, что в то время здесь уже было небольшое поселение. В 1349 году Коричани получили статус города.
Во время битвы на Белой горе (1620) здесь была большая еврейская община.
В 1780 году в городе был создан стекольный завод, в котором в XIX веке производилось граненое стекло и стекло общего назначения.

## Достопримечательности
- Замок Коричани.
- Готический приход и паломническая церковь св. Лаврентия.
- Мариацкая колона на рыночной площади возле церкви (1798)
- Группа скульптур второй половины XVIII века.
- Часовня Святого Флориана (1712)
- Еврейское кладбище с самым старым надгробным камнем 1674 года. На нём имеется более 200 надгробий.
- Бывшая синагога
- Руины замка Кимбурк

- Церковь св. Лаврентия
- Мариацкая колона
- Часовня Святого Флориана
- Еврейское кладбище
- Руины замка Кимбурк